# Blaga Dimitrova
Blaga Nikolova Dimitrova (in bulgaro Блага Николова Димитрова?; Bjala Slatina, 2 gennaio 1922 – Sofia, 2 maggio 2003) è stata una poeta, scrittrice e politica bulgara, primo vicepresidente della Bulgaria dal gennaio 1992 al luglio 1993.

## Biografia
Figlia di un'insegnante e di un avvocato, Blaga crebbe a Veliko Tărnovo e poi si trasferì a Sofia. Finito il liceo nel 1942, studiò filologia slava presso l'Università di Sofia, nel contempo studiò il pianoforte.
Fin da giovane collaborò con alcune riviste letterarie come Izkustvo i kritika (Arte e critica) e Literaturen zivot (Vita letteraria), i suoi primi componimenti poetici vennero pubblicati nella rivista Bulgarska rěc (Lingua bulgara), nel 1945 la rivista Izkustvo i kritika pubblicò un suo ciclo di poesie.
Dopo la laurea nel 1945, proseguì gli studi a Leningrado e conseguì il dottorato a Mosca presso l'Istituto letterario Maksim Gor'kij discutendo una tesi su Vladimir Vladimirovič Majakovskij. Fu una traduttrice ufficiale dalle lingue greca antica, polacco, russo, svedese, tedesco e vietnamita, scrisse saggi e fu una critica letteraria. Lavorò come redattrice presso diverse case editrici come Balgarski pisatel e Narodna kultura con la quale collaborò fino al 1982. 
Nel tempo la sua poetica passò da tematiche sentimentali che la portarono a scrivere prevalentemente liriche d'amore ad un maggiore impegno sociale e politico. Convinta antimilitarista si recò per ben cinque volte in Vietnam durante la guerra, e, infine, adottò una bambina vietnamita di 4 anni. 
Alla fine degli anni '70 cominciò a frequentare conferenze sui diritti umani. Verso la fine dell'era comunista fondò con altri il Comitato per la protezione ambientale a Ruse e il  Club per il sostegno della glasnost e della perestroika che diede origine alla coalizione d'opposizione Unione delle Forze Democratiche. 
Nel gennaio 1992 venne eletta vicepresidente della Bulgaria ma, delusa dalla politica, si dimise nel luglio del 1993 in seguito ai contrasti con il presidente Želju Želev e si ritirò dalla politica dedicandosi completamente alla scrittura. Nel 1992 vinse il Premio Herder.
Ottenne diversi riconoscimenti per la sua attività di traduttrice dal russo, dal polacco e dallo svedese, tradusse in bulgaro Le Metamorfosi di Ovidio e l'Iliade di Omero insieme allo scrittore A. Milev. Nel 1977 le fu assegnato un premio dal PEN Club polacco per la sua traduzione del poema epico Pan Tadeusz di Adam Mickiewicz.
Era sposata con il critico letterario Jordan Vasilev.
Morì il 2 maggio 2003.